# معارك الحوثيين وحزب التجمع اليمني للإصلاح
 معارك الحوثيين وحزب التجمع اليمني للإصلاح  هي سلسلة من الاشتباكات بين جماعة أنصار الله ومقاتلين مرتبطين بحزب التجمع اليمني للإصلاح بدأت في أكتوبر 2013 في منطقة دماج بمحافظة صعدة وتوسعت في مناطق أخرى مثل محافظة عمران وحجة، والجوف، مأرب، ومحافظة صنعاء في اليمن، تخلل الاشتباكات عدة لجان وساطة من قبل الرئيس عبد ربه منصور هادي ووزارة الدفاع والمبعوث الأممي إلى اليمن جمال بنعمر. وتدخلت ألوية عسكرية موالية لعلي محسن الأحمر للقتال بجانب قبليين مرتبطين بحزب التجمع اليمني للإصلاح.

## خلفية
بدأت الحرب بين الحوثيين والحكومة اليمنية عام 2004 عندما أمر الرئيس اليمني السابق علي عبد الله صالح باعتقال حسين بدر الدين الحوثي، مؤسس منتدى  الشباب المؤمن  الهادف إلى إعادة إحياء النشاط الزيدي أمام مايعتبرونه تغلغلا وهابيا مدعوماً من الحكومة اليمنية والسعودية على حسابهم. قاوم حسين بدر الدين الحوثي وأنصاره الاعتقال واستمرت الاشتباكات بينهم وبين الأجهزة الأمنية قرابة الأربعة أشهر إلى مقتل حسين في سبتمبر 2004. الحروب كانت بين الجيش اليمني والحوثيين ولكن كان لحزب التجمع اليمني للإصلاح دور بارز فيها، كون الجنرال علي محسن الأحمر صاحب العلاقات المعروفة مع الحركات الدينية المتطرفة من بين كافة رموز نظام علي عبد الله صالح. تُعرف حروب صعدة أحيانا بـ«حرب علي محسن الأحمر».
قام الجنرال المقرب من حزب التجمع اليمني للإصلاح بتجنيد آلاف من المقاتلين الغير نظاميين لقتال الحوثيين، تسميهم بعض المصادر بـ«مقاتلين قبليين سلفيين غير نظاميين» وهو تصنيف غامض ومبهم، يشمل هذا التصنيف مقاتلين من حزب الإصلاح ومتعاطفين مع تنظيم القاعدة في جزيرة العرب، وعدد من الأفغان العرب ويُعتقد أن علي محسن الأحمر مؤسس مايُعرف بـ«جيش عدن أبين». حزب التجمع اليمني للإصلاح «خيمة واسعة» تشمل الإخوان المسلمين، ووهابية، وقبليين ويوفر ملجأ لأصوليين متشددين يمكن توظيفهم من فترة لأخرى لمواجهة تحديات النظام الحاكم منها الحروب ضد الحوثيين. واشتركت أسرة الأحمر التي تقود حزب التجمع اليمني للإصلاح في تجنيد مرتزقة لقتال الحوثيين.
توقفت الحرب السادسة رسميا في 2010 مع استمرارية الاشتباكات الصغيرة المتقطعة من فترة لأخرى. تعارك الحوثيون مع عناصر حزب الإصلاح داخل مخيمات الإعتصام في صنعاء عام 2011، وبرزت الخلافات بشكل أوضح عام 2012 واشتدت مع اقتراب موعد انتهاء مؤتمر الحوار الوطني. جذور النزاع الأخير الذي يسمى أحيانا بالـ«حرب السابعة» تعود إلى محافظة عمران، إذ كان الحوثيون من العام 2010 يوسعون قاعدتهم الشعبية في المحافظة من خلال الدعوة الدينية والفعاليات السياسية، فقام حسين الأحمر بإصدار «تحذير» لحاشد أن كل من ينضم للحوثيين أو يناصرهم أو ينشر أفكارهم فإن دمه وماله مباح ووصفهم خلال مؤتمر «الإخاء والترابط» بالـ«سرطان».